# 野豬
野豬（学名：Sus scrofa）又名山豬，豬屬動物。牠們原生於歐亞非大陸，後來因人類引進而廣爲分佈在世界上，适应多种栖息环境，為雜食性。
現今肉類食糧主要來源之一的家豬，也是於8000年前由野豬馴化而成，牠是野豬下的一個亞種。野豬不僅與家豬外貌極為不同，成長速度也遠比家豬慢，體重亦較輕。

## 形态

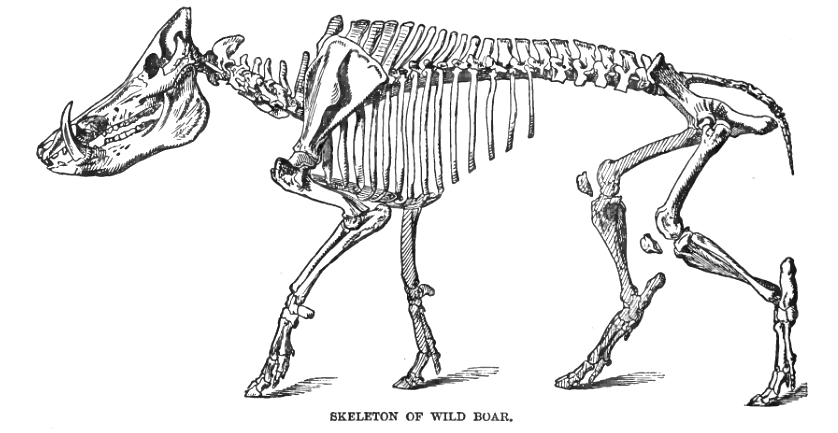
野猪骨架。

野豬的体型粗壮，头部较大，四肢發達，毛色呈深褐色或黑色，年老的背上會長一堆白毛，但也有地区性差异，在中亚地区曾有白色的野猪出現。幼豬的毛色为浅棕色，有黑色条纹。背上有非常硬的鬃毛。毛粗而稀，冬天的毛會長得較密。平均体长为1.5-2米（不包括尾长），肩高90厘米左右。体重90-200公斤，不同地区所产的大小也有不同。有些地区野猪的体重可达200公斤以上，中國东北地區与俄罗斯远东地区产的野猪体重甚至达到将近400公斤。雄性野豬有两对不断生长的犬齿，可以用来作為武器或挖掘工具，犬齿平均长6厘米，其中3厘米露出嘴外；雌性野猪的犬齿较短，不露出嘴外，但也具有一定的杀伤力。

## 习性

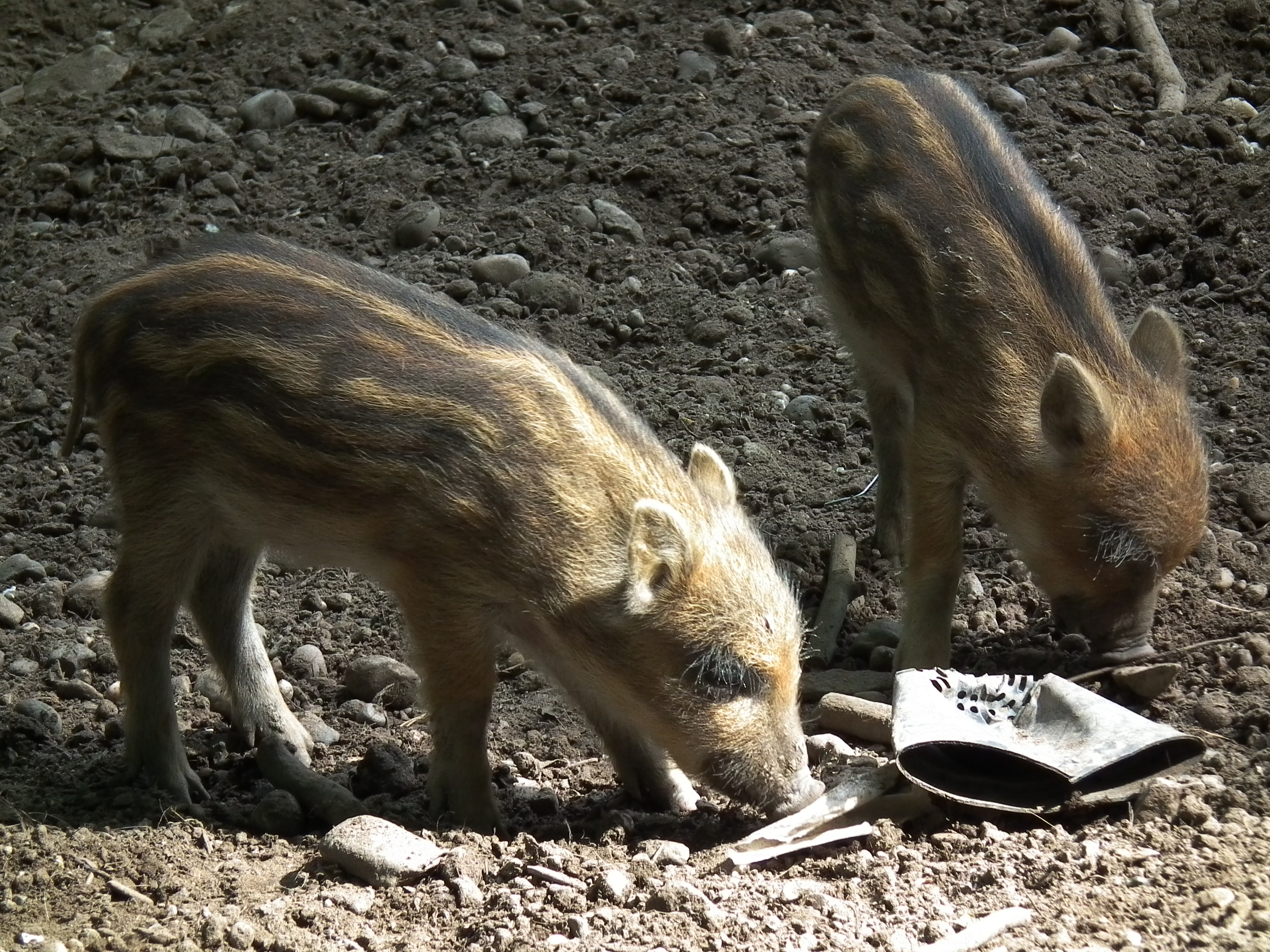
進食中的小野豬。

野豬群一般有20隻，也曾有超过50-100隻。一般的野猪群有2-3隻母猪与一群幼猪，公豬只在发情期才會加入猪群。母豬一般會到偏僻的角落生产，一胎能产8-12隻幼猪。
牠們的食物來源很广泛，包括草、果實、坚果、根、昆虫、鸟蛋、大家鼠、腐肉，甚至也會吃野兔和鹿崽等。
野猪會挖洞居住，且是唯一會挖洞的有蹄類動物。
野豬性情粗暴、攻擊性強，當受到威胁时，公豬会用獠牙来保护自己，没有獠牙的母豬会咬對方。这样的攻击会导致严重创伤甚至致命。

## 分佈
根据考古研究，猪科动物从距今大约4千万年起就已出现在今欧洲一带，而到距今大约1500万年前，猪属动物已广泛分布于亚欧非大陆:2。野豬曾广布于欧亚大陆及北非地区，西起西班牙与摩洛哥，东至日本，北起北欧地区与西伯利亚，南至印度尼西亚、印度与苏丹的广大区域都曾有野猪的存在。野猪的栖息环境跨越温带与热带，从半干旱气候至热带雨林、温带林地、草原等都有其踪迹，也经常闯入农地觅食，但就是沒有在极干旱，海拔极高，与极寒冷的地区出沒。除了青藏高原与戈壁沙漠外，牠們廣佈在中國境內。
在近幾世紀，野豬的活動領域因人類獵捕而大量減少。他們可能是於13世紀時消失於英國；英格蘭北部於1610年確定已經毫無野豬存活，英格蘭國王詹姆士一世試圖重新引進野豬到一些国家公园，但因偷獵而告失敗。自1700年後，英國就不再有野豬出沒。
丹麦最後的一頭野豬於19世紀初被射殺；1900年代时於德國、奧地利、意大利、突尼斯和苏丹等地完全消失。牠们已在俄羅斯大部份地區消失，尤其是阿尔泰山以西的地區。不過，在法国仍有很多野豬，且有增长的迹象。
1950年代后歐洲和中亞的野猪开始回升：在1960年圣彼得堡及莫斯科的郊野发现有野豬出沒；1970年再次於丹麦与瑞典出现，可能是从动物园里逃出来的；1980年代則因為車諾比核事故，電廠周圍的撤離區漸漸變成了野豬的生活空間；1990年又有野豬迁徙到意大利北部。另外在英国也有大量野猪从笼中逃出，在野外成长，数量正在上升。

## 亚种
野豬共有21個亞種，其中六種分佈在歐洲：

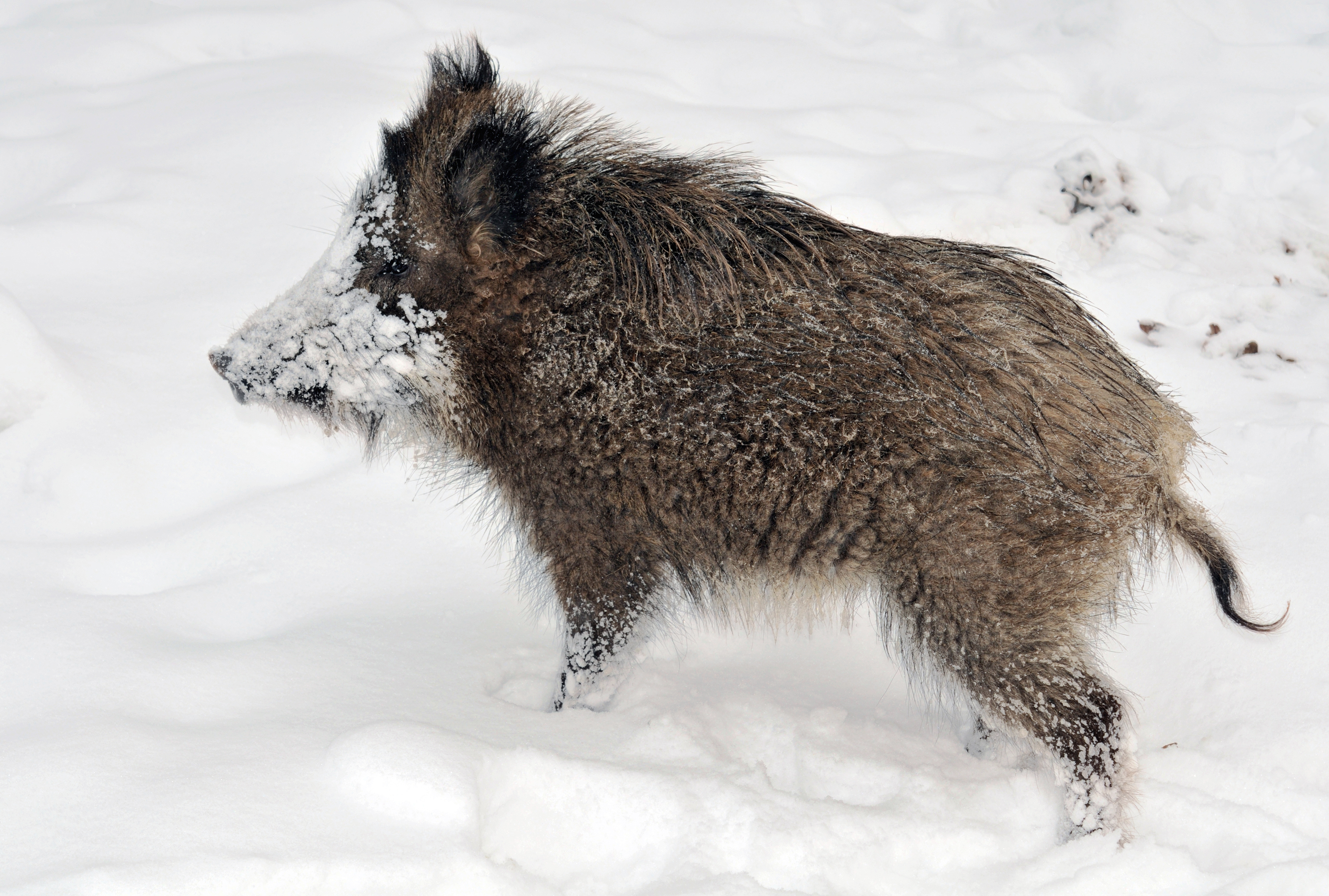
德国维森特格黑格·施普林格游戏公园中的年輕野豬。

- 欧洲野猪（S. s. scrofa），从法国到俄罗斯西部都有分布。[3]
- 西班牙野猪（S. s. baeticus），分佈西班牙与葡萄牙。[3]
- 卡斯蒂兰野猪（S. s. castilianus），分佈西班牙北部。[3]
- 萨丁野猪（S. s. meridionalis），分佈萨丁岛。[3]
- 意大利野猪（S. s. majori），分佈意大利中部与南部。[3]
- 高加索野猪（S. s. attila），分佈欧洲东南部、土耳其、伊朗。[3]
- 北非野猪（S. s. algira），分佈非洲北部。
- 中东野猪（S. s. lybica），分佈中东地区。
- 苏丹野猪（S. s. sennaarensis），分佈埃及与苏丹，已灭绝。
- 里海野猪（S. s. nigripes），分佈亚洲中部。
- 乌苏里野猪（S. s. ussuricus），分佈中国东北、朝鲜北部、俄罗斯远东地区，是最大的野猪亚种。
- 台湾野猪（S. s. taivanus），分佈台湾。[7]
- 日本野猪（S. s. leucomystax），分佈於日本。
- 琉球野猪（S. s. riukiuanus），分佈於日本的琉球群岛。
- 华南野猪（S. s. moupinensis），分佈在中国华南与华北地区。
- 西伯利亚野猪（S. s. sibiricus），亚洲北部。
- 印度野猪（S. s. cristatus），分佈在印度次大陆。
- 南印野猪（S. s. affinis ），印度南部与斯里兰卡。
- 喜马拉雅野猪（S. s. davidi），喜马拉雅南坡。
- 印尼野猪（S. s. vittatus），分佈于印尼与马来西亚。
- 家猪（S. s. domestica），由人类驯养，世界各地均有分佈。

## 家猪野生化

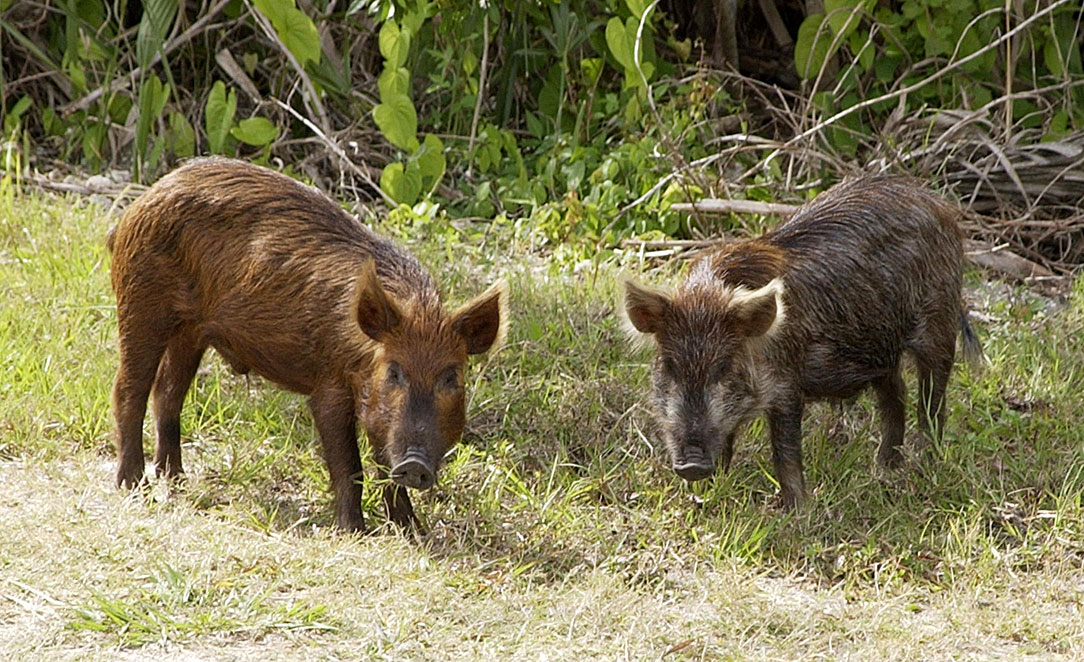
在美國野生化的豬。

家豬可以在野外生活，即野生豬。野生豬經常會長成野豬的外表，故很難與自然或引入的真正野豬分辨開來。野生豬、走失的家豬或野豬的特徵因牠們的所在地及遭遇而有所不同。例如在新西蘭，野生豬其實是源自詹姆斯·庫克於1770年代送給毛利人的禮物。
家豬與野生豬的另一個分別在於其毛皮。野生豬的毛皮很厚，長滿褐色至黑色的鬃毛。牠們的背部也會突起，故在美國南部有一種稱為尖背半野生豬的野生豬。牠們的尾巴也很長及直，腳、頭部及吻都較家豬的長。

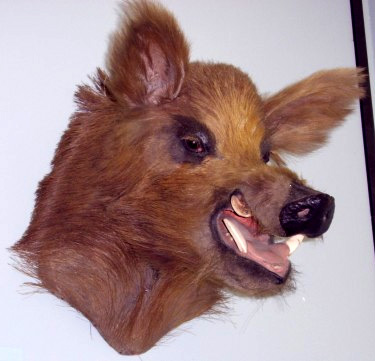
野豬與家豬混種。

20世紀初，野豬被引進到美國作為獵物，但是牠們與家豬進行混種。在南美洲、新畿內亞、新西蘭、澳洲及其他島嶼等，都有引入野豬及發生與家豬混種的情況。2004年6月，有人在美國喬治亞州射殺了一隻非常巨大的野豬。最初被认为一场惡作劇，但經國家地理頻道調查及由科學家進行DNA測試後，證實巨猪是野豬和家豬的混種。
20世紀初，野豬被帶到烏拉圭作為獵物，1990年带入巴西，并迅速地成為入侵物種。2005年，南里奧格蘭德州开始容許持牌獵殺野生豬及其混種，加上從非洲的豬場逃走或放生的野生豬也助長了可供猎杀的數量，故在聖卡塔琳娜州及聖保羅州也容許獵殺野生豬。南美的野生豬也降低了美洲豹掠食領西貒及白唇西貒的情況。
据美國估計，仅仅在2008年就有400萬隻野豬对人们的生产、生活造成破壞，財產損失達8億美元。
國際自然保護聯盟物種存續委員會的入侵物種專家小組（ISSG）列為世界百大外來入侵種。

## 天敌
野豬是老虎的獵物。老虎會跟蹤野豬群，逐一地襲擊牠們，此方法曾完全摧毀整群野豬。老虎也會追捕野豬，但很少會如此對付雄豬，儘管野豬因自衛而殺死老虎的情況極為罕見。
狼也會吃野豬，尤其在義大利、伊比利亞半島及俄羅斯。狼很少會面對面地襲擊野豬，很多時會攻擊牠們的會陰，令牠們失去平衡及大量出血。在以往蘇聯的一些地區，單單一群狼每年就可以殺死50-80隻野豬。在義大利的一些地區，由於野豬大量被狼所獵殺，引發野豬發展出一種對狼及家犬較具攻擊性的行為。
鬣狗有時也會獵食野豬，但似乎只限位於非洲西北部、中東及印度的三個較大亞種。
人類由於日本野豬泛濫帶來傳染病，和農業損害。在利根川水系的渡良瀨川，野豬在河川區域出沒，堤壩的傾斜面被它們翻掘損壞。如果堤壩傾斜面被野豬翻開，下雨後斜面崩塌或漲水時河床被衝垮的危險則會增加。根據環境省的統計，從2016年1月到2018年12月的3年中，野豬導致的傷人事故共發生141起，2018年還有1例死亡報告。此外，有報告稱日本的野豬感染日本腦炎病毒的概率很高。由蚊子傳播的日本腦炎與鉤端螺旋體病一樣，靠近其棲息地會導致人和家畜感染的機會增加，此點令人憂慮。2018年，日本國內時隔26年發生豬瘟（CSF）疫情，野豬種群中也發現有感染的情況。關於發生感染的原因，人們推測是因為由海外帶回的、被病毒污染的食品被丟棄在野外的緣故。也就是說，也可以認為野豬的分佈區域靠近人類活動區域，或者兩者之間有交叉是發生感染的間接原因。近年，日本各地已制定第二種特定鳥獸管理計畫，有望通過以捕獵為主的方式應對野豬災害、減少農林業受損的區域。
在香港，野猪天敌寥寥可数，而当地平民依法不许捕杀，于是需要政府主导的工作，控制野猪的行为和数量，处理它们和人类之间的冲突。
在中国大陆，野猪一度属于三有保护动物。但由于野猪泛滥，频繁侵入人类活动区域，破坏农作物甚至攻击人类，国家林草局已于2023年6月30日将野猪调出“三有”名录，猎捕野猪也不再需要办理狩猎证。同时有专家建议允许出售和食用经检疫合格的猎捕野猪肉，保障人身财产安全的同时还能兼顾经济收益。一些地方的政府部门甚至有偿悬赏捕猎野猪。

## 贸易用途
野豬毛在1930年代前未發明合成物料時是用來製造牙刷的。鬃毛多是來自頸部。這些牙刷因為毛質柔軟而大受歡迎，但以並非最好的清潔口腔物料，因為鬃毛很難乾及容易藏菌。現今的牙刷都以塑膠來製造。
野豬毛也可來製造梳子，因為毛質對頭髮較溫和，但卻較一般的梳子昂貴。
油漆刷也可用野豬毛製作，豬鬃毛硬度夠，足以將油漆散佈，而且鬃毛天然開叉，好沾上更多油漆。
在很多國家有養殖野豬，如在中国和法國等地的肉店及餐廳有野豬肉出售。有研究认为野豬肉與戊型肝炎傳染有關。

## 文化

### 神话与宗教

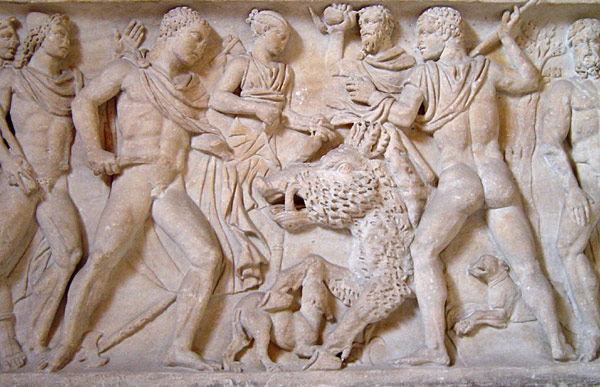
希臘神話中眾英雄會獵卡呂冬野豬。

希臘神話中有兩隻著名的野豬，就是被海格力斯殺死的厄律曼托斯山的野豬及被眾英雄在卡呂冬狩獵所會獵的卡呂冬野豬。希臘戰神阿瑞斯可以將自己變成一隻野豬，為免自己的兒子長得太英俊而搶走他的妻子，毅然刺死了其兒子。
克爾特神話中，野豬是奉獻給女神的祭物，且出現在多個克爾特及愛爾蘭神話的故事內。

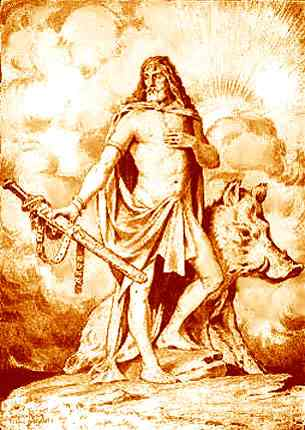
弗雷的畫象，旁邊的就是金豬古林博斯帝。

北歐神話的神祇弗雷及弗蕾亞都養有野豬。弗雷的野豬名為古林博斯帝，是由侏儒辛德里所製造。古林博斯帝的鬃毛在黑暗中會發光，照亮前路。弗蕾亞有野豬的坐騎。根據《辛德拉之歌》，弗蕾亞為了藏起奧特而將他變成野豬。野豬其實在北歐神話中有「肥沃」之含意。
波斯的薩珊王朝期間，野豬被認為是勇猛及勇敢。一些勇敢及有膽識的人的名字上會加上「巴勒茲」一詞，意思就是野豬。薩珊王朝曾佔領埃及及黎凡特著名的沙赫巴勒茲，其名字就是「市中的野豬」。哈薩克汗國中玉茲——乃蠻巴圖魯叫卡班巴依，野公豬。
印度神話中，毗濕奴第三化身的筏羅訶，就是一隻野豬。摩利支天的座騎也是野豬。
野豬（或豬）就是中國十二生肖之一，日本十二生肖不包括家豬在內(家豬在日本稱豚)。

### 纹章和符号
野豬常出現在西方的紋章。完整的野豬代表在戰爭中的膽量及勇猛；野豬頭則代表親切及款待（就像在宴樂中奉上野豬頭的菜式），或是獵人的象徵。
以下是使用野豬作為其紋章的歷史人物：
- 英王理查三世；[28]及
- 蘇格蘭高地坎貝爾家族。

以下是使用野豬作為其紋章的城市或隊伍組織：
- 羅馬帝國的第一義大利軍團（Legio I Italica）、第十海峽軍團（Legio X Fretensis）及第廿瓦勒里亞勝利軍團（Legio XX Valeria Victrix）；
- 德國的艾伯巴哈（Eberbach）；
- 德國的Ebersbach an der Fils；
- 德國的Ebersbach；
- 塞爾維亞1904年第一次起義的反抗勢力；
- 比利時阿登森林；及
- 英國甘士比。

## 其他野豬
- 大林豬
- 紅河豬
- 鹿豬
- 疣豬